# Stanisław Dąbrowski (lekarz)

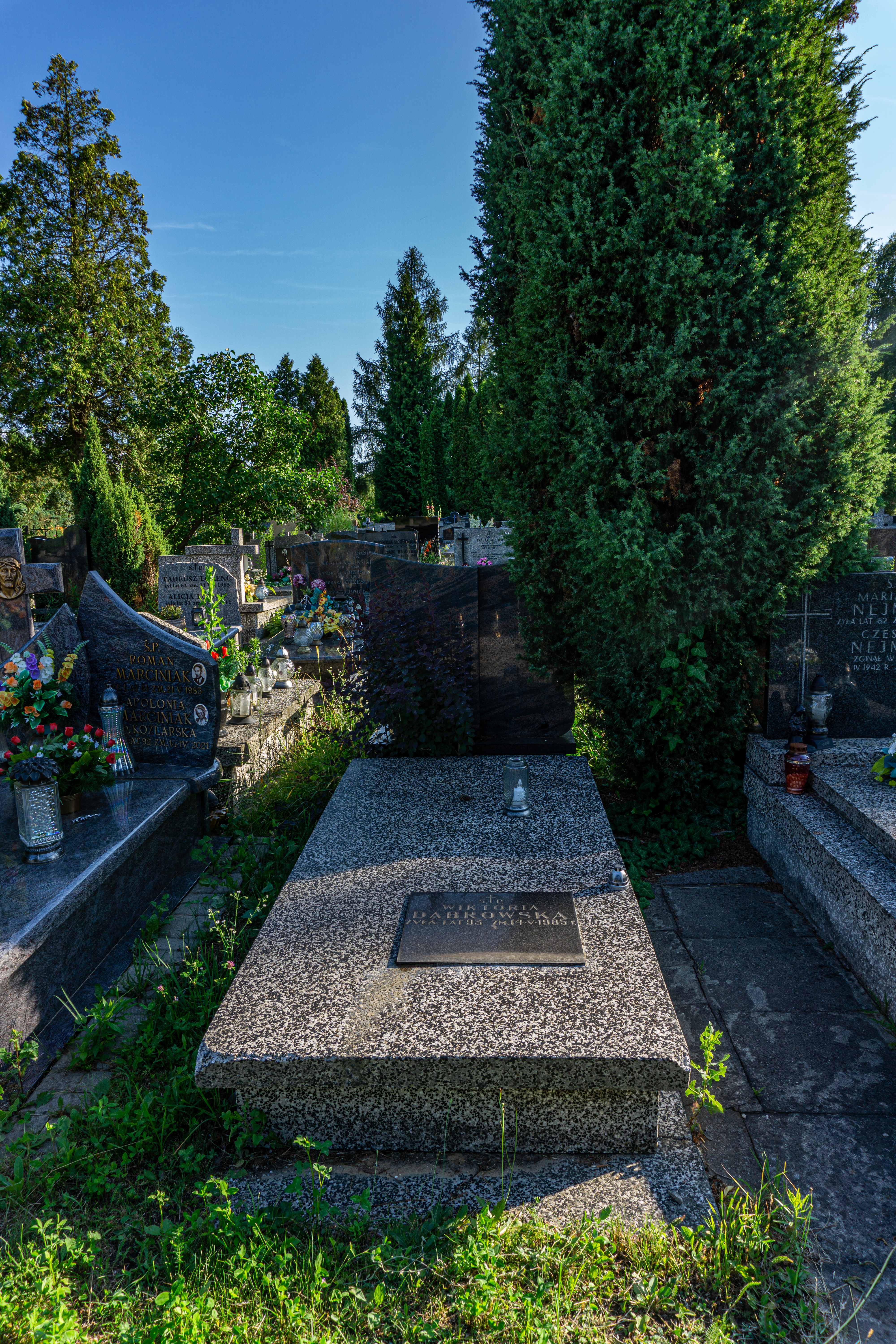
Grób Stanisława Dąbrowskiego na cmentarzu komunalnym Północnym w Warszawie

Stanisław Dąbrowski (ur. 30 marca 1922 w Żelechowie, zm. 21 czerwca 2012) – polski lekarz, psychiatra, profesor nauk medycznych, dyrektor Instytutu Psychiatrii i Neurologii w Warszawie (1973–1991), prezes Polskiego Towarzystwa Psychiatrycznego (1969–1973), nauczyciel akademicki Akademii Medycznej w Poznaniu i Akademii Medycznej w Warszawie, inicjator i współtwórca ustawy o ochronie zdrowia psychicznego.

## Życiorys
Był synem Zygmunta i Ewy. Do gimnazjum uczęszczał w Skarżysku-Kamiennej, w latach 1937–1939 był uczniem Liceum Ogólnokształcącego w Ostrowcu Świętokrzyskim. W okresie okupacji niemieckiej pracował jako robotnik kolejowy. W latach 1945–1950 odbył studia medyczne na Wydziale Lekarskim Uniwersytetu Poznańskiego. Po ich ukończeniu został nauczycielem akademickim w Klinice Psychiatrycznej Akademii Medycznej w Poznaniu, gdzie pracował do 1973. W latach 1953–1957 był na stypendium w Klinice Psychiatrycznej II Instytutu Medycznego w Moskwie i tam otrzymał stopień naukowy doktora. W 1957 uzyskał w Poznaniu II stopień specjalizacji z psychiatrii. Stopień doktora habilitowanego nadano mu w 1965 roku, w 1967 objął stanowisko docenta w Katedrze Psychiatrii AM w Poznaniu i jej kierownika. W 1973 został pracownikiem naukowo badawczym Instytutu Psychoneurologicznego w Pruszkowie, a następnie po przeniesieniu Instytutu do Warszawy został jego dyrektorem. W 1973 został też założycielem i kierownikiem III Kliniki Psychiatrycznej Akademii Medycznej w Warszawie, którą kierował nieprzerwanie do 1991.
W 1973 otrzymał tytuł naukowy profesora nadzwyczajnego nauk medycznych, zaś profesora zwyczajnego nauk medycznych w 1990.
Funkcję dyrektora Instytutu pełnił do 1991 z 3-miesięczną przerwą na przełomie 1980 i 1981 (pozbawiony jej został w wyniku represji za tolerowanie działalności NSZZ „Solidarność” w kierowanej przezeń placówce).
W latach 1983–1991 był przewodniczącym Krajowego Nadzoru Specjalistycznego w dziedzinie Psychiatrii.
Należał do Polskiej Partii Socjalistycznej (1947-1948), a od 1948 do Polskiej Zjednoczonej Partii Robotniczej.
Pochowany na cmentarzu komunalnym Północnym w Warszawie (kw. W-IV-14).

## Członkostwo w gremiach naukowych
- Polskie Towarzystwo Psychiatryczne (prezes w latach 1969–1973, w następnej kadencji wiceprezes, członek honorowy)
- Rada Naukowa Instytutu Psychiatrii i Neurologii (od 1970)
- Zarząd Główny Społecznego Komitetu Przeciwalkoholowego (wiceprzewodniczący, 1975-1978)
- Rada Naukowa przy Ministrze Zdrowia (1972-1978)
- Rada Naukowa Instytutu Matki i Dziecka (1974-1980)
- Komisja Psychiatryczna Komitetu Patofizjologii Klinicznej PAN (od 1984).
- Centralnej Komisji Kwalifikacyjnej do Spraw Kadr Naukowych (do 1983)
- Czechosłowacki Towarzystwo Medyczne im. J. E. Purkyniego (członek honorowy)
- Sekcja Edukacji Psychiatrycznej WPA
- Amerykańskie Towarzystwo Psychiatryczne (członek korespondent)
- rada naukowa czasopisma „Psychiatria Polska”
- rada naukowa „Biuletynu Instytutu Psychiatrii i Neurologii”
- rada naukowa czasopisma „Postępy Psychiatrii i Neurologii”
- rada naukowa wschodnioeuropejskiej edycji „International Journal of Law and Psychiatry”[1]

## Odznaczenia
- Krzyż Kawalerski Orderu Odrodzenia Polski (1974)
- Krzyż Oficerski Orderu Odrodzenia Polski (1987)[1]

## Sprzeciw wobec nadużywania psychiatrii do represji politycznych w ZSRR
Janusz Heitzman opisuje stosunek prof. Stanisława Dąbrowskiego do stosowania psychiatrii w ZSRR do represjonowania przeciwników komunizmu:

Z końcem listopada 1979 roku w Moskwie odbywało się Międzynarodowe Sympozjum Psychiatrów Krajów Socjalistycznych, po którego zakończeniu, 30 listopada 1979 roku, na wniosek gospodarzy zorganizowane zostało zebranie ekspertów – psychiatrów krajów socjalistycznych. Polska delegacja reprezentowana była przez Profesora Stanisława Dąbrowskiego – dyrektora Instytutu Psychiatrii i Neurologii, Profesora Adama Szymusika – przewodniczącego Zarządu Głównego Polskiego Towarzystwa Psychiatrycznego i ówczesnego doc. dra Jerzego Vetulaniego – psychofarmakologa. Zebraniu przewodniczył dr E. Babajan – pracownik Ministerstwa Zdrowia ZSRR. Po zakończeniu omawiania zagadnień związanych z rozszerzeniem dotychczasowej współpracy naukowej między krajami socjalistycznymi, dr E. Babajan wystąpił z krytyką „oszczerczej kampanii rozpętanej przez niektóre kraje kapitalistyczne, które piętnują wykorzystywanie psychiatrii w krajach socjalistycznych w celach politycznych”. Jak wynika z notatki sporządzonej przez Profesora Dąbrowskiego, zebrani eksperci, zdaniem gospodarzy, powinni wspólnie potępić te poczynania w formie bliżej niesprecyzowanej deklaracji. Przeciwko przyjęciu takiego potępienia
zaprotestował Profesor Dąbrowski – przewodniczący polskiej delegacji. Argumentował to brakiem wyjaśnienia genezy tzw. wykorzystywania psychiatrii w celach politycznych, nieuwzględnianiem różnic między poszczególnymi krajami socjalistycznymi, możliwym osłabieniem więzi między krajami zrzeszonymi w WPA (World Psychiatric Association – Światowe Towarzystwo Psychiatryczne), a zwłaszcza tymi, które mają życzliwy stosunek do krajów socjalistycznych. Profesor zaproponował niewłączanie kwestii potępienia krajów kapitalistycznych do porządku obrad. Po tym oświadczeniu wystąpił prof. J. Temakow – przewodniczący delegacji Bułgarii, przypominając, że antyradziecka rezolucja w Honolulu w 1977 roku została przegłosowana tylko dlatego, że brak było delegata Polski (Prof. Dąbrowskiego). Mimo wywieranego na delegację polską nacisku nie odstąpiła ona jednak od złożonego wniosku i rezolucja potępiająca nie została przyjęta. Profesor Dąbrowski pisze w swojej notatce, że przyjęcie takiej rezolucji było wadliwe zarówno proceduralnie (w porządku obrad nie było zaplanowanej dyskusji dotyczącej wykorzystywania psychiatrii w celach politycznych), jak i merytorycznie, bowiem jej podpisanie oznaczałoby akceptację co najmniej wątpliwych praktyk psychiatrów radzieckich oraz prawdopodobnie izolację psychiatrii polskiej w WPA. Naciski na zmianę stanowiska były wywierane oddzielnie na każdego z polskich delegatów. Sprawa ta ostatecznie nie znalazła się w protokole końcowym, który polska delegacja podpisała, bowiem obejmował on tylko te zagadnienia, które wynikały z uzgodnionego wcześniej porządku obrad.